# 村岡達子
村岡 達子（むらおか たつこ、1950年3月3日 - ）は、日本の宗教家。オウム真理教の元幹部（代表代行）。宗教団体Aleph元副代表および元会長。ホーリーネームはウッタマー。

## 人物・来歴
広島県福山市出身。高等学校卒業後，上智大学外国語学部に進学する．上智大学中退後、早稲田大学第二文学部仏文専修卒業。ロサンゼルスに進出した大手日本企業に勤務するが、倒産のため帰国。1988年7月にオウム真理教に入信。同年12月に出家。英訳仏典の日本語への翻訳や教祖麻原彰晃の海外渡航の際の通訳などを務める。
1995年のオウム真理教事件の発覚後に教団代表である麻原や代表代行である松本知子の逮捕により、同年6月に代表代行に就任。教団の宗教法人としての解散後も引き続き代表代行の地位にあり、2000年2月4日のアレフ発足において代表となる。
2002年1月29日、上祐史浩の教団代表就任に伴い、アレフ会長となる。
野田成人によれば、上祐の脱会直前の2007年3月1日に、2月10日の役員会の決議で副代表に就任したとされるが、野田と対立し教団を実効支配しているアーレフA派は同決議を有効と認めていない旨を、教団広報部を通して発表している。
また、村岡はアーレフの会計責任者を勤めてきたが、教団内の内紛によって2007年7月下旬に辞任した。
2011年6月、アレフを脱会した。また、8月には週刊誌のインタビューに「麻原尊師のことは好きで仕方がない。その気持ちは変えようがない」と応えている。2015年に放送されたテレビ東京の番組において村岡本人のインタビューが行われ、現在（2015年当時）も麻原を崇拝している旨を語っていた。

## 出演
- ドキュメンタリー映画A、A2（監督：森達也）
- 報道スクーププロジェクト オウムは今も生きている （テレビ東京、2015年3月7日放送）